# Абсолютні системи одиниць
Абсолю́тні систе́ми одини́ць — застарілий термін сукупності одиниць вимірювання фізичних величин, основою яких є закони про функціональну залежність одних величин від інших. Вибір одиниць вимірювання взагалі цілком довільний, тому назва «абсолютні», яку ввів К. Ф. Гаус, по суті неправильна і тепер виходить з ужитку. У кожній абсолютній системі одиниць одиниці поділяють на основні і похідні. 

## Основні та похідні одиниці
Основними одиницями є ті, які відтворюються у вигляді певних еталонів (маси, довжини тощо), а похідними ті, які зв'язані певними законами з основними одиницями. Так, у законі найпростішого (рівномірного) руху, що описується формулою 
S = vt
де час t і траєкторія S є основними величинами, а швидкість v — похідною. 
З цього рівняння випливає, що за одиницю швидкості вважається швидкість, при якій за одиницю часу проходиться одиниця шляху. Коли ж бажано за одиницю швидкості обрати величину в k раз більшу при тих же одиницях для S і t, то формулі довелося б надати вигляду 
S = kvt
де k — коефіцієнт пропорційності, числове значення і розмірність якого залежать від вибору одиниць величин S, v i t. 
Застосування абсолютної системи одиниць дало можливість відобразити більшість фізичних законів у вигляді формул, в яких коефіцієнтами пропорційності є безрозмірісна одиниця. 
В абсолютній системі одиниць основними вважають одиницю маси [M], одиницю довжини [L] і одиницю часу [T]. Такі системи називають динамічними і позначають LMT. Інколи замість одиниці маси основною одиницею вважають одиницю сили [F]. Ці системи називають статичними і позначають LFT. При побудові динамічних абсолютних систем одиниць за одиниці довжини і маси приймають одиниці метричної системи мір, а за одиницю часу — секунду. У фізичних вимірюваннях основними одиницями є сантиметр, грам, секунда. Відповідно до початкових літер цих назв таку абсолютні системи одиниць називають системою СГС (CGS). 

## Історія
Методику побудови абсолютні системи одиниць вперше запропонував у XIX столітті К. Ф. Гаус і згодом доповнив В. Е. Вебер. Абсолютну систему одиниць СГС прийнято 1881 року як міжнародну на Першому міжнародному конгресі електриків у Парижі, в роботі якого брав активну участь видатний фізик О. Г. Столєтов. Після Першої світової війни в деяких країнах для вимірювання механічних величин прийнято було МТС систему одиниць. В останні роки поширилася запропонована ще 1907 італійським ученим Джорджі МКС система одиниць. У техніці часто використовують статичну МкГС систему одиниць, яку називали абсолютною технічною системою одиниць. За допомогою 3 основних одиниць зручно визначати механічні величини. Для визначення теплових величин вводять четверту основну одиницю — градус температури, бо молекулярно-тепловий рух, як складніший, не можна звести до механічного руху, а тому не можна пояснити особливостей молекулярно-теплових явищ лише на основі уявлень з класичної механіки. З тих же причин для визначення електричних і магнітних величин вводять додатково одиницю сили струму; для визначення світлових величин — одиницю світлового потоку; в системі одиниць радіоактивності, рентгенівського і гамма-випромінювання вводять одиницю рентген. 
Крім перелічених, можливі й інші абсолютні системи одиниць Так в атомній і ядерній фізиці застосовують абсолютні системи одиниць, в яких основними одиницями є деякі універсальні сталі: швидкість світла — с, стала Планка — h, гравітаційна стала — g, стала Больцмана — k, маса атома водню, радіус Бора, довжина світлової хвилі певної частоти та інші.